# دهستان ابرج
دهستان ابرج دهستانی در بخش درودزن شهرستان مرودشت، استان فارس در ایران است. براساس سرشماری مرکز آمار ایران در سال ۱۳۸۵، جمعیت آن ۱۱۹۰۴ نفر (۲۵۷۴ خانوار) بوده‌است.